# Bradići Donji
Bradići Donji (en cyrillique : Брадићи Доњи) est un village de Bosnie-Herzégovine. Il est situé dans la municipalité de Maglaj, dans le canton de Zenica-Doboj et dans la fédération de Bosnie-et-Herzégovine. Selon les premiers résultats du recensement bosnien de 2013, il compte 512 habitants.

## Démographie

### Évolution historique de la population
| 1948 | 1953 | 1961 | 1971 | 1981 | 1991 | 2013 |
| ---- | ---- | ---- | ---- | ---- | ---- | ---- |
| -    | -    | 355  | 502  | 631  | 664  | 512  |

|  |

### Communauté locale
En 1991, Bradići Donji faisait partie de la communauté locale de Bradići qui comptait 2 655 habitants, répartis de la manière suivante :